# Martina Colombari
Martina Colombari (ur. 10 lipca 1975 w Riccione) – włoska aktorka, modelka i prezenterka telewizyjna.
W 1991 roku zdobyła tytuł Miss Włoch, czym otworzyła sobie drogę do kariery w branży filmowej i modelingu. Wydała także kilka kalendarzy z rozbieranymi zdjęciami.
Przez trzy lata była związana z narciarzem Alberto Tombą. W 2004 roku wyszła za mąż za piłkarza A.C. Milan, Alessandro Costacurtę. Mają syna o imieniu Achille.